# Сілілі
Сілілі (аккад. 𒀭𒋛𒇷𒇷 dsi.li.li) — другорядна богиня в ассирійській та вавилонській міфології, відома завдяки єдиній згадці в «Епосі про Гільгамеша». Вона з’являється в табличці VI цього епосу, де асоціюється з кіньми та ідентифікується як богиня, зокрема як мати жеребця, якого покохала богиня Іштар.

## Міфологія
Оскільки Сілілі згадується лише побіжно в «Епосі про Гільгамеша», про її характер чи роль у міфології відомо небагато. Її асоціація з кіньми є основною характеристикою, але додаткових деталей у доступних джерелах немає.

Єдина згадка про неї з’являється в табличці VI, рядки 55-57. У цьому розділі Гільгамеш відкидає залицяння богині Іштар, перераховуючи її попередніх коханців і нещастя, які їх спіткали. Зокрема, він згадує жеребця, якого Іштар покохала, але згодом прирекла на страждання, змусивши його пити каламутну воду та наказавши його матері, Сілілі, постійно плакати. Сілілі ідентифікується як богиня (перед її іменем стоїть детермінатив на позначення божественності 𒀭)  і тісно пов’язана з кіньми. Деякі джерела називають її «божественною кобилицею» та матір’ю всіх коней.
Наявність повторення складів Сі-лі-лі (порівняйте також Па-зу-зу, Хум-ба-ба) наводить на думку про запозичення богині з інших релігій. Ба більше, самі коні теж були завезені з півночі, а не були одомашнені на місці. Також припускають, що це може бути посилання на якусь народну легенду, яку було втрачено.